# 苏州大道西
苏州大道西是苏州工业园区湖西地区的主要东西向道路之一，西起东环路，东到星港街，其中中央公园内为步行街。此路由中新路、苏华路于2012年12月26日合并而成，与苏州大道东并不相连。